# Aporoctena scierodes
Aporoctena scierodes là một loài bướm đêm trong họ Geometridae.